# Єлизавета Вюртемберзька (1767—1790)
Єлизавета Вільгельміна Луїза Вюртемберзька (нім. Elisabeth Wilhelmine Louise von Württemberg); 21 квітня 1767 — 18 лютого 1790) — герцогиня Вюртемберзька з Вюртемберзького дому, донька герцога Вюртемберзького Фрідріха II Ойгена та маркграфині Фредеріки Бранденбург-Шведтської, перша дружина майбутнього імператора Священної Римської імперії Франца II. Померла при пологах.

## Біографія
Єлизавета народилася 21 квітня 1767 року у Трептові-на-Резі. Вона була восьмою дитиною та третьою донькою в родині вюртемберзького принца Фрідріха Ойгена та його дружини Фредеріки Бранденбург-Шведтської. Дівчинка мала старших братів Фрідріха, Людвіга, Євгена, Вільгельма та Фердинанда, а також сестер Софію Доротею та Фредеріку. Сімейство згодом поповнилося чотирма молодшими дітьми, з яких вижили три хлопчики. Всі діти виховувалися в лютеранській вірі, хоча батько був католиком.
Перші два роки свого життя Єлизавета провела у Трептові, а у 1769 році герцог із родиною виїхали до Монбельяру, де оселилися в Шато де Монбельяр. Літо вони проводили в палаці Етюпу.

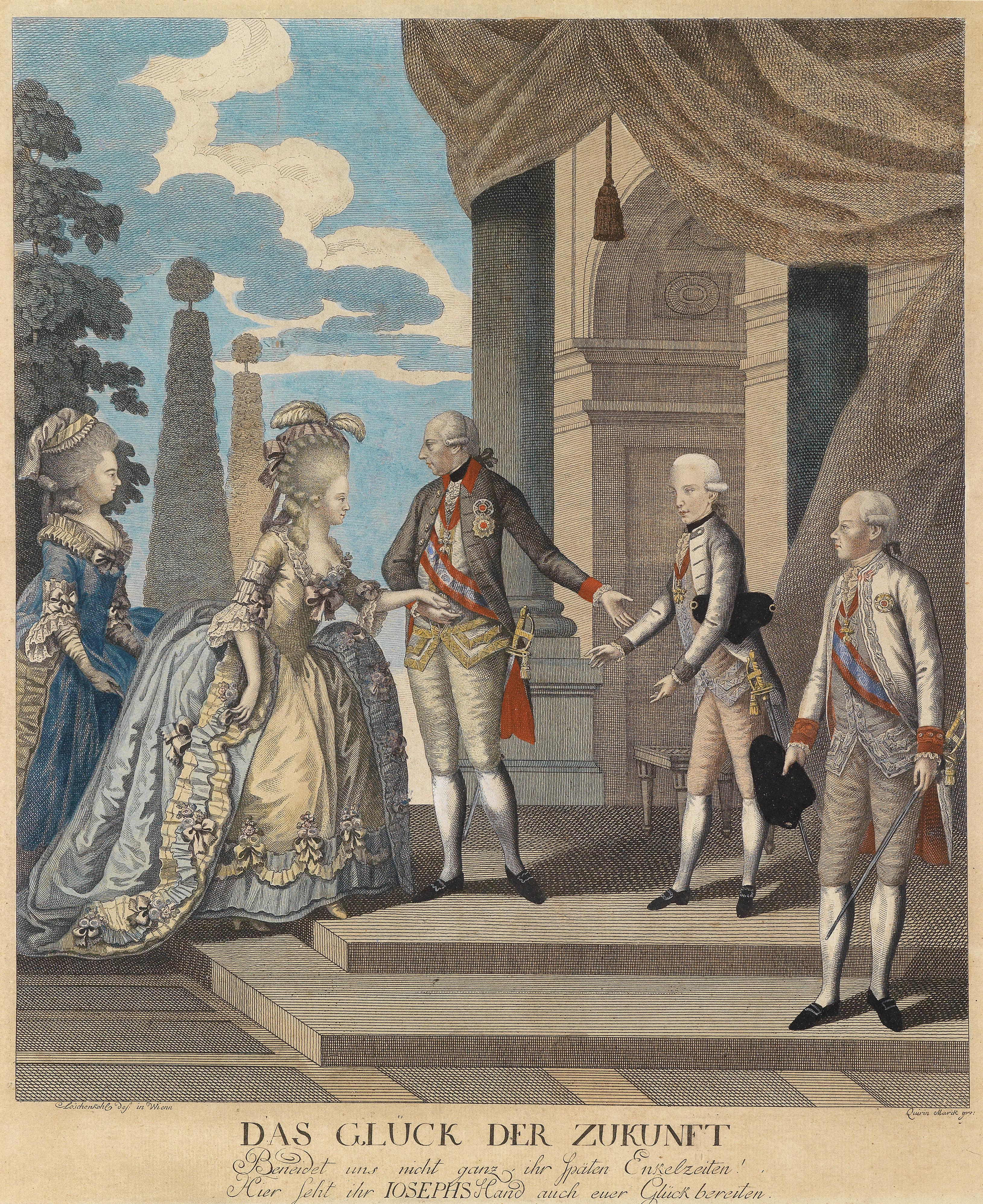
Імператор Йосиф II із небожем Францем та його дружиною Єлизаветою

У 1776 році сестра Єлизавети Софія Доротея вийшла заміж за спадкоємця престолу російської імперії Павла і у перші роки шлюбу народила двох здорових синів, продовживши династію. Імператор Священної Римської імперії Йосиф II, бажаючи укласти союз із Росією проти Пруссії, вирішив одружити свого спадкоємця із рідною сестрою майбутньої імператриці Росії. Таким чином, він обрав 15-річну Єлизавету за невістку. Юна принцеса прибула до Відня, перейшла у католицтво та п'ять років здобувала освіту в монастирі салезіанок.
Її весілля із 19-річним ерцгерцогом Францем відбулося 6 січня 1788 у Відні. Подружнє життя виявилося гармонійним. Також юна ерцгерцогиня близько товаришувала із старим імператором. Антоніо Сальєрі навчав Єлизавету музиці.
Наступного року ерцгерцогиня завагітніла, однак пологи були передчасними і тривали цілу добу. Єлизавета народила дівчинку Людовіку Єлизавету Франциску (18 лютого 1790—24 червня 1791) — прожила півтора року.
Однак саму ерцгерцогиню врятувати не вдалося, не зважаючи на проведену операцію. Єлизавета померла 18 лютого 1790 року. Імператор Йосиф II відійшов у вічність за два дні. Обох поховали у імператорському склепі Капуцинеркірхе у Відні.
Франц, який став безпосереднім спадкоємцем престолу, вже за сім місяців узяв другий шлюб із Марією Терезою Бурбон-Неаполітанською. Він став імператором навесні 1792 року. Батько Єлизавети у 1795 році став герцогом Вюртембергу.

## Титули
- 21 квітня 1767—6 січня 1788 — Її Високість Герцогиня Єлизавета Вюртемберзька;
- 6 січня 1788—18 лютого 1790 — Її Королівська Високість Ерцгерцогиня Єлизавета Австрійська, Королівська Принцеса Угорщини та Богемії.